# 夜宵噤时
《夜宵噤时》（英語：Small Hours Of The Night）是2024年上映的新加坡政治劇情片，由许瑞峰导演，改编自1983年发生在新加坡的陈书华墓碑案。电影于2024年1月在第53届鹿特丹国际电影节全球首映。电影曾计划在同年新加坡国际电影节期间放映，但在提交新加坡資訊通信媒體發展局评级时，局方以电影“可能损害国家利益”拒绝评级，电影因此无法上映。

## 演员
- 杨彦绚
- Irfan Kasban